# Jacek Krzynówek
Jacek Kamil Krzynówek (prononcer /ˈjatsɛk kʂɨˈnuvɛk/), né le 15 mai 1976 à Kamieńsk en Pologne, est un footballeur international polonais, évoluant au poste de milieu offensif gauche. Il compte 96 sélections en équipe nationale ce qui en fait un des joueurs les plus capés. Il est connu pour sa frappe lourde qui le rend très dangereux lorsqu'il est situé entre vingt et trente mètres du but adverse, et aussi par la qualité de son jeu long (corners notamment) qui lui permet de distiller des passes d'une grande précision.

## Carrière

### En club

#### Débuts en Pologne
Jacek Krzynówek commence sa carrière au LZS Chrzanowice, petit club polonais. En 1994, il rejoint le RKS Radomsko, puis deux saisons plus tard le Raków Częstochowa. Krzynówek fait ses débuts en première division le 28 juillet 1996. Après avoir obtenu avec Częstochowa la 10e place, il quitte curieusement l'Ekstraklasa, et signe au GKS Bełchatów, pensionnaire de II Liga. Lors de sa première saison avec son nouveau club, il monte au niveau supérieur, mais redescend immédiatement l'année suivante. Durant ces deux saisons, Krzynówek fait valoir sa puissance et sa vision du jeu, et se fait vite remarquer par le sélectionneur national, Janusz Wójcik. En 1999, il rejoint l'Allemagne et Nuremberg, club de 2.Bundesliga.

#### L'aventure allemande
Après une année où Nuremberg frôle la montée (4e en 2000), Krzynówek contribue activement à la montée et au titre en 2001. Il est même nommé meilleur milieu de terrain du championnat. Après une saison au plus haut niveau, il part pour l'Asie et la Coupe du monde. À son retour, il se blesse, et doit manquer la plupart des matches. En 2003, Krzynówek connaît à nouveau la relégation. Mais à l'inverse de l'équipe, le Polonais effectue une très bonne saison, et rejoint par conséquent un des meilleurs clubs allemands, le Bayer Leverkusen.
La saison 2004-2005 est sans doute la consécration de sa carrière. Le Bayer, engagé en Ligue des champions, termine premier de son groupe, devant le Real Madrid, face auquel Krzynówek marquera un superbe but, et la Roma, mais s'incline en huitièmes de finale face à Liverpool, le futur vainqueur. En championnat, formant un trio magique avec Andrej Voronin et Dimitar Berbatov, Leverkusen termine à une honorable sixième place. Mais la suite est beaucoup moins facile, et Jacek Krzynówek se blesse une nouvelle fois. Il ne joue plus beaucoup, et finit horriblement l'année avec une Coupe du monde désastreuse pour la Pologne. Lors du mercato 2006, il signe chez un troisième club allemand, le VfL Wolfsburg, mal-en-point et qui a lutté pour sa survie en 1.Bundesliga.
2006-2007 est similaire pour Wolfsburg. Toujours à la limite de la zone rouge, les joueurs de Klaus Augenthaler font par contre un bon parcours en coupe d'Allemagne, se hissant jusqu'au dernier carré de la compétition. Responsable des deux dernières saisons plus que moyennes, Augenthaler est démis de ses fonctions, et remplacé par l'expérimenté Felix Magath. Avec lui, Jacek Krzynówek et ses coéquipiers décrochent l'Europe et la Coupe UEFA. Ce sera donc l'occasion de revoir le Polonais sur la scène européenne, trois saisons après son triste passage au premier tour avec Leverkusen.
Le 2 février 2009, il s'engage pour un an et demi avec Hanovre 96. Délaissant la course au titre pour celle au maintien, il s'impose rapidement dans l'équipe, il inscrit même quelques buts, contre Stuttgart ou Brême.

### Internationale
Jacek Krzynówek commence sa carrière internationale le 10 novembre 1998, lors d'un match face à la Slovénie (victoire 3-1). Un peu oublié lors de son passage chez les verts et blanc de Bełchatów, Krzynówek retrouve l'équipe nationale au début de l'année 2000, et avec le nouveau sélectionneur Jerzy Engel. Durant la période des matches qualificatifs pour la Coupe du monde 2002, il contribue grandement à la victoire de la Pologne dans le groupe 5 (devant l'Ukraine et la Norvège), qui lui donne accès à la phase finale ayant lieu en Corée et au Japon. Titularisé lors des 3 rencontres, Krzynówek, malgré ses bonnes performances, ne peut empêcher la déroute de son pays. En 2003, et après une longue blessure, Krzynówek n'arrive pas à passer les qualifications de l'Euro 2004. Devenu le leader de l'équipe, il est nommé deux fois de suite footballeur polonais de l'année. Une nouvelle fois blessé, il prend part à tous les matches de la Coupe du monde 2006, mais n'est évidemment pas en grande forme et n'arrive pas à élever le niveau de jeu de la Pologne.
Toujours présent avec l'arrivée à la tête de la sélection de Leo Beenhakker, Jacek Krzynówek continue d'enchaîner les rencontres. Qualifiée pour l'Euro 2008, la Pologne fait évidemment appel à lui pour la compétition. Pour le premier Euro des Polonais, Krzynówek dispute les trois matches, qui se soldent par un match nul et deux défaites.
Dix ans après sa première rencontre sous le maillot des aigles polonais, Jacek Krzynówek a sans aucun doute marqué de son empreinte la sélection. Le 9 septembre 2009 contre la Slovénie, il égale le record de Jacek Bąk, portant son nombre de sélections à 96. Il devrait donc le battre dans les mois à venir, et peut être le pulvériser, motivé par le fait de jouer l'Euro 2012 chez lui, ce qui semble tout à fait possible.

### Palmarès

#### Collectif
- Finaliste de la Coupe de Pologne : 1999
- Champion d'Allemagne : 2009

#### Individuel
- Footballeur polonais de l'année[5] : 2003,  2004